# Манта (село)
Ма́нта (рум. Manta) — село в Кагульському районі Молдови, є центром комуни, до якої відноситься також село Пашкани.
Село розташоване на півдні країни.